# Kadrin
Il Kadrin (in russo Кадрин?) è un fiume della Russia siberiana meridionale, affluente di destra del Katun'. Scorre nei rajon Ongudajskij e Ulaganskij della Repubblica dell'Altaj.

## Descrizione
Il fiume ha origine dal piccolo lago Beltir sullo spartiacque dei sistemi fluviali Bija e Katun'; scorre attraverso alcuni laghi spesso senza flusso superficiale: l'acqua scorre sottoterra, sia data la grande quantità di sedimenti presenti nella valle, sia a causa di fenomeni carsici. Nel corso medio e basso prende una direzione occidentale e sfocia nel Katun' a 324 km dalla foce. Ha una lunghezza di 95 km e un bacino di 1820 km².
Il fiume presenta numerose rapide di elevata difficoltà per gli sport acquatici. La valle del Kadrin è profonda, ricoperta dalla taiga di conifere, non ci sono insediamenti e praticamente non è toccata dall'attività economica. Il confine della riserva naturale «Sumul'tinskij», creata nel 2002, corre lungo il fiume.